# Spathiphyllum
El Spathiphyllum es un género  de plantas con flores de la familia Araceae. Es originario de México, América tropical, Malasia y oeste del Pacífico. Son plantas perennes herbáceas con hojas grandes de 12-65 cm de largo y 3,25 cm de ancho. Las flores se producen en una espádice, rodeado por una espata de 10-30 cm de largo, de color blanco, amarillo, o  verdoso.
La planta requiere gran cantidad de agua para sobrevivir con riegos profusos en siembra in situ y media sombra o claridad pues la luz directa puede quemar las hojas.
Existen 36 tipos de Spathiphyllum en el mundo y solamente 3 se encuentran en el Viejo Mundo.

## Taxonomía
El género fue descrito por Schott in H.W.Schott & S.L.Endlicher y publicado en Meletemata Botanica 22. 1832. La especie tipo es: Spathiphyllum lanceifolium (Jacq.) Schott. 

## Especies seleccionadas
- Spathiphyllum blandum
- Spathiphyllum caudatum
- Spathiphyllum cochlearispathum
- Spathiphyllum floribumdum
- Spathiphyllum gracile
- Spathiphyllum minus
- Spathiphyllum montanum
- Spathiphyllum silvicola
- Spathiphyllum wallisii

## Distribución
La mayoría de los tipos de Spathiphyllum son plantas neotropicales. Se encuentran desde México hasta Brasil y en la mayoría de las islas del Caribe.
Los 3 tipos que se encuentran fuera del continente americano, se concentran sobre todo en la frontera entre el océano Índico y el Pacífico como en Filipinas, Palau, las Islas Salomón, etc.

## Características principales
Son plantas longevas, habitualmente se encuentran alrededor de arroyos y ríos, con una raíz muy corta. Las hojas crecen directamente desde la raíz.
Las hojas tienen forma ovalada, a veces afilando la punta como la punta de una lanza.
La flor en realidad es una hoja que envuelve las semillas en forma de una manta.

## Cuidado de la planta
Spathiphyllum es una planta que prefiere un clima suave, crece y prospera en temperaturas superiores a los 18 °C, la temperatura ideal sería de 21 °C a 24 °C. 
Requiere claridad o media sombra pues la Spathiphyllum prospera alejada de la luz solar directa.
En verano también requiere buen riego, en invierno a escala menor, lo principal es mantener la tierra húmeda, pues su consumo hídrico es muy elevado en un sustrato suelto y poroso.    No es recomendable rociar las hojas pues tiende a adquirir infestaciones de hongos, sin embargo en situaciones de emergencia la planta puede sobrevivir bastante tiempo directamente colocada sobre agua.
Durante cada primavera Spathiphyllum se reproduce a través de la división de la planta, por lo tanto es necesario su traslado a un recipiente de un tamaño mayor o la separación de sus hijuelos para producción, también se aconseja añadir humus de lombriz para mejorar la calidad del sustrato y promover una sana floración. 

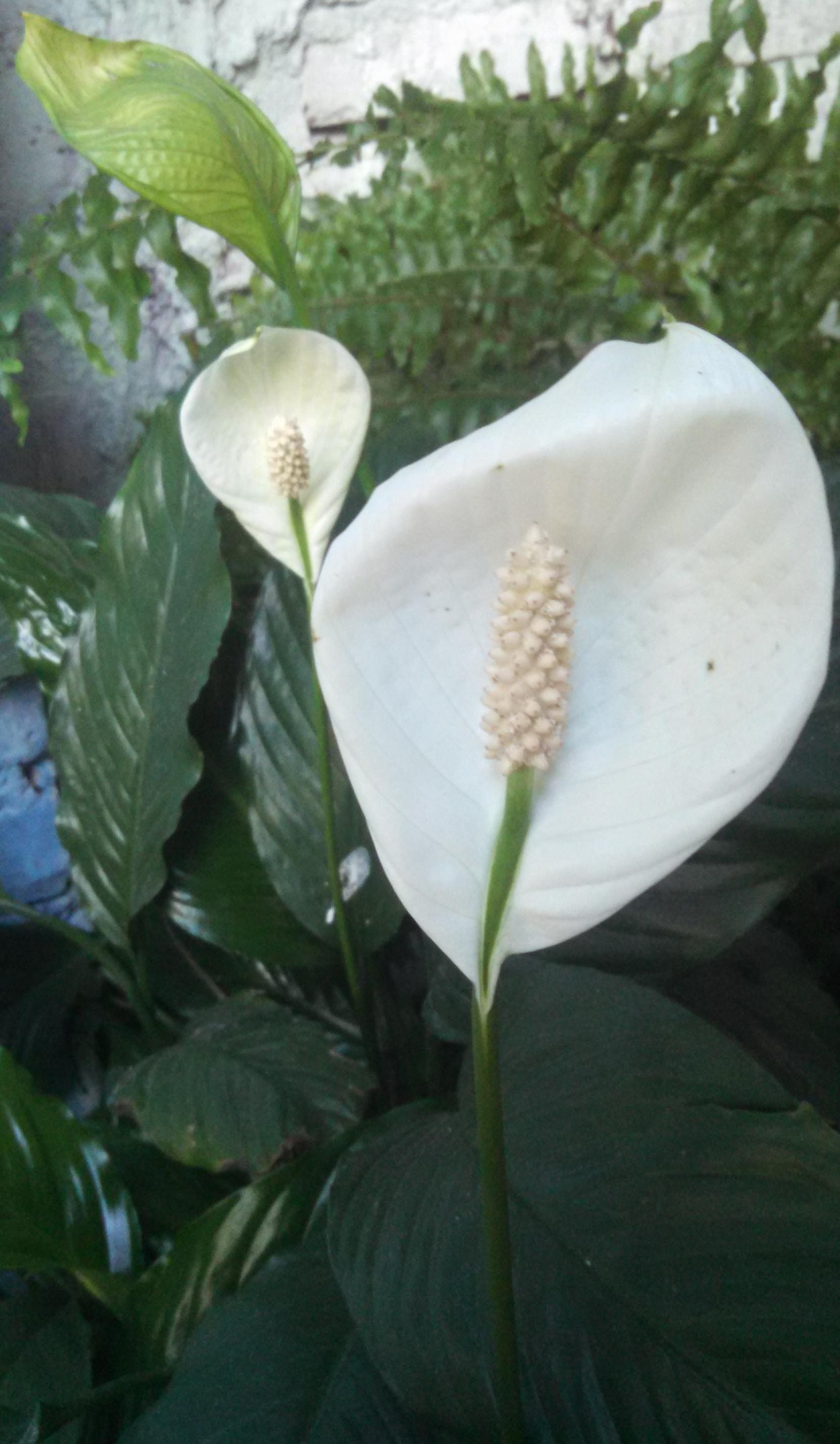
Foto en primer plano de flor de Spathiphyllum